# Deer Park (Illinois)
Deer Park – wieś w Stanach Zjednoczonych, w stanie Illinois, w hrabstwie Lake.